# Gymnostoma chamaecyparis
Gymnostoma chamaecyparis är en tvåhjärtbladig växtart som först beskrevs av Henri Louis Poisson, och fick sitt nu gällande namn av Lawrence Alexander Sidney Johnson. Gymnostoma chamaecyparis ingår i släktet Gymnostoma och familjen Casuarinaceae. Inga underarter finns listade i Catalogue of Life.